# Santa Rita do Araguaia
Santa Rita do Araguaia è un comune del Brasile nello Stato del Goiás, parte della mesoregione del Sul Goiano e della microregione del Sudoeste de Goiás.